# Die Kluge

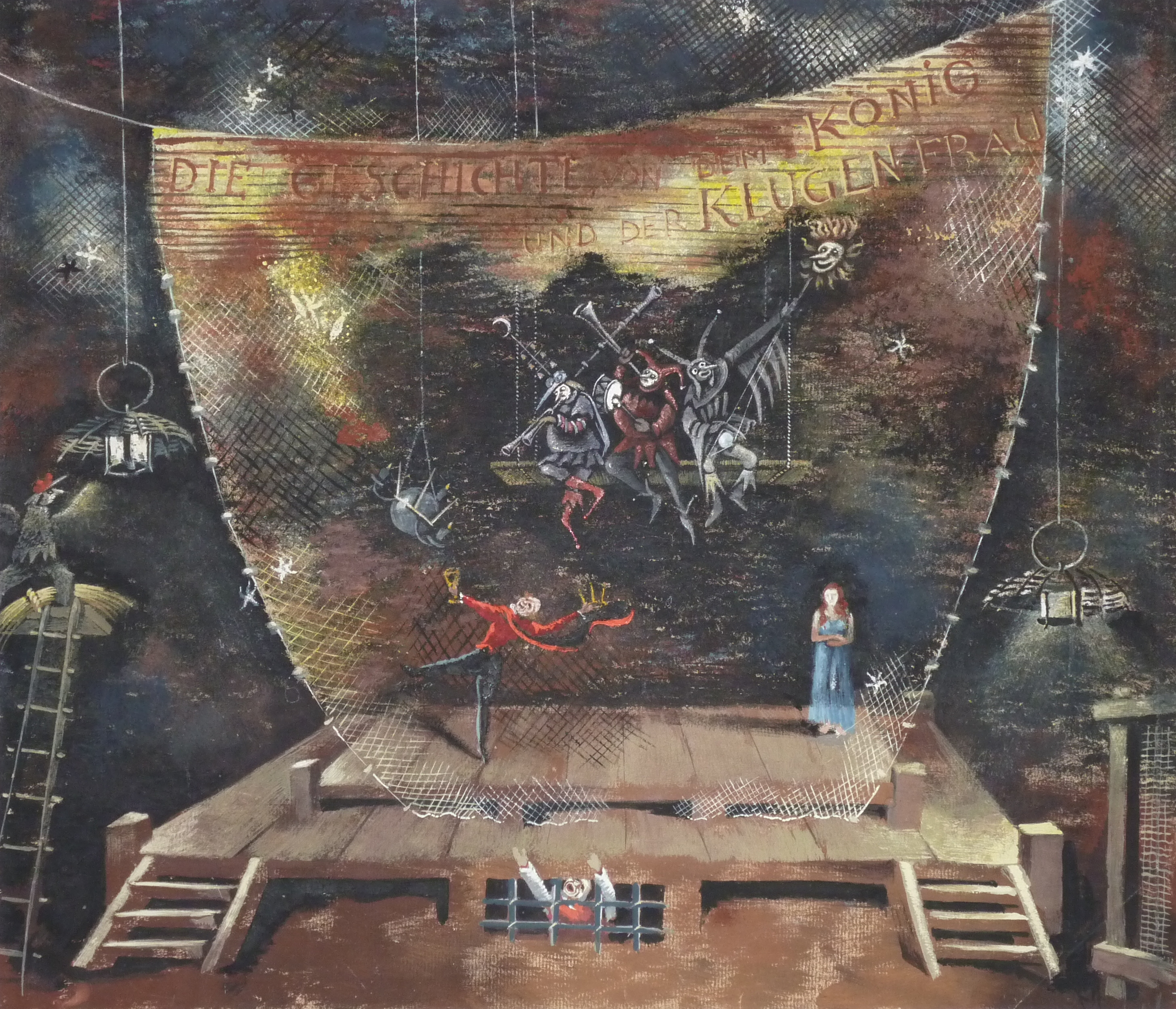
Brouillon de la scène dessiné pour "Die Kluge"par Helmut Jürgens pour une représentation à Munich en 1948.

Die Kluge (La Finaude) est un spectacle musical de Carl Orff (1895-1982) créé en 1943 à Francfort.
L'auteur s'est inspiré du conte de Grimm Die kluge Bauerntochter (La fille futée du paysan).